# Bronner (Familienname)
Bronner ist ein Herkunftsname aus den Orten Bronnen in Baden-Württemberg oder Bayern.

## Namensträger
- Albert Bronner (1914–1997), französischer Ophthalmologe und Hochschullehrer
- Benno Bronner, Pseudonym von Wilhelm Molitor (1819–1880), deutscher Verwaltungsbeamter, Schriftsteller, Domkapitular und Politiker, MdL
- Carl Bronner (1857–1936), deutscher Architekt, Maler und Autor
- Carl Arnold Séquin-Bronner (1845–1899), Schweizer Architekt, siehe Carl Arnold Séquin
- David Bronner (1965–2023), österreichischer Produzent und Pianist
- Eduard Bronner (1822–1885), deutscher Arzt, Revolutionär und Parlamentarier
- Ferdinand Bronner (1867–1948), deutscher Schriftsteller und Dramatiker
- Franz Xaver Bronner (1758–1850), deutscher Publizist
- Gary N. Bronner (* 1961), simbabwischer Mammaloge
- Georg Bronner (1667–1720), deutscher Komponist
- Gerhard Bronner (1922–2007), österreichischer Komponist, Musiker und Kabarettist
- Gil Bronner (* 1962), deutscher Immobilienentwickler und Kunstsammler
- Johann Philipp Bronner (1792–1864), deutscher Apotheker und Weinbaupionier
- Karl Eduard Cahn-Bronner (1893–1977), deutscher Internist
- Lore Bronner (1906–2002), deutsche Bühnenleiterin in München
- Marianne Bronner (* 1952), US-amerikanische Neurobiologin
- Oscar Bronner (* 1943), österreichischer Zeitungsherausgeber und Maler
- Paul Bronner (1913–1976), französischer Sprinter
- Robert J. Bronner (1907–1969), US-amerikanischer Kameramann
- Stephen Bronner (* 1949), US-amerikanischer politischer Philosoph
- Violetta Tarnowska Bronner (1938–2017), polnische Schauspielerin
- Wilhelm Bronner (1954–2016), deutscher Maler